# Chalet du parc du Mont-Royal
Le chalet du parc du Mont-Royal, est un édifice récréatif et institutionnel situé près du sommet du parc du Mont-Royal, à Montréal.
Le belvédère Kondiaronk, aménagé devant le chalet, offre une vue saisissante sur les gratte-ciel du centre-ville et sur le fleuve Saint-Laurent.

## Histoire
Dans le cadre de programmes gouvernementaux mis sur pied en 1930 afin de lutter contre la Grande Dépression, la Ville de Montréal réalise le projet de construction d’un nouveau bâtiment près du sommet du Parc du Mont-Royal. Le chalet de style Beaux-Arts est construit en 1931 par l’architecte Aristide Beaugrand-Champagne. Il est conçu pour des usages cérémoniels, traditionnels, populaires et éducatifs.
Au moment de la conception du projet de construction du chalet, M. Beaugrand-Champagne décide d’y intégrer des tableaux afin de décorer l’édifice et de rappeler aux visiteurs la richesse historique du lieu. On fait alors appel à treize peintres, à qui on confie la réalisation d’épisodes de l’histoire de Montréal et la reproduction de cartes montrant l’évolution de la ville et de la montagne de 1535 à 1760.
En 2014, le Festival Chromatic y organise sa 4e édition, avec plus 2000 visiteurs.

## Galerie

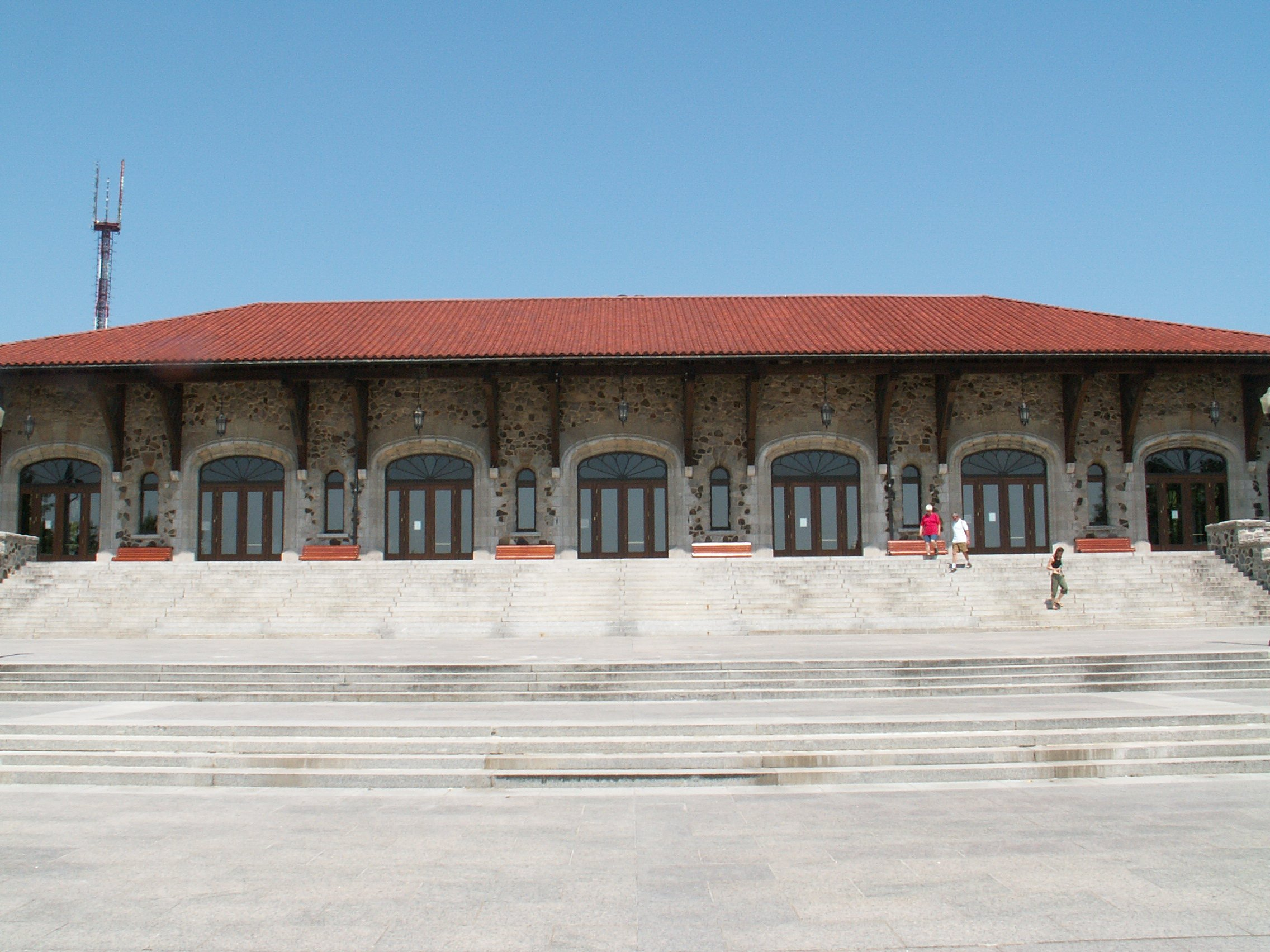
Chalet du parc du Mont-Royal
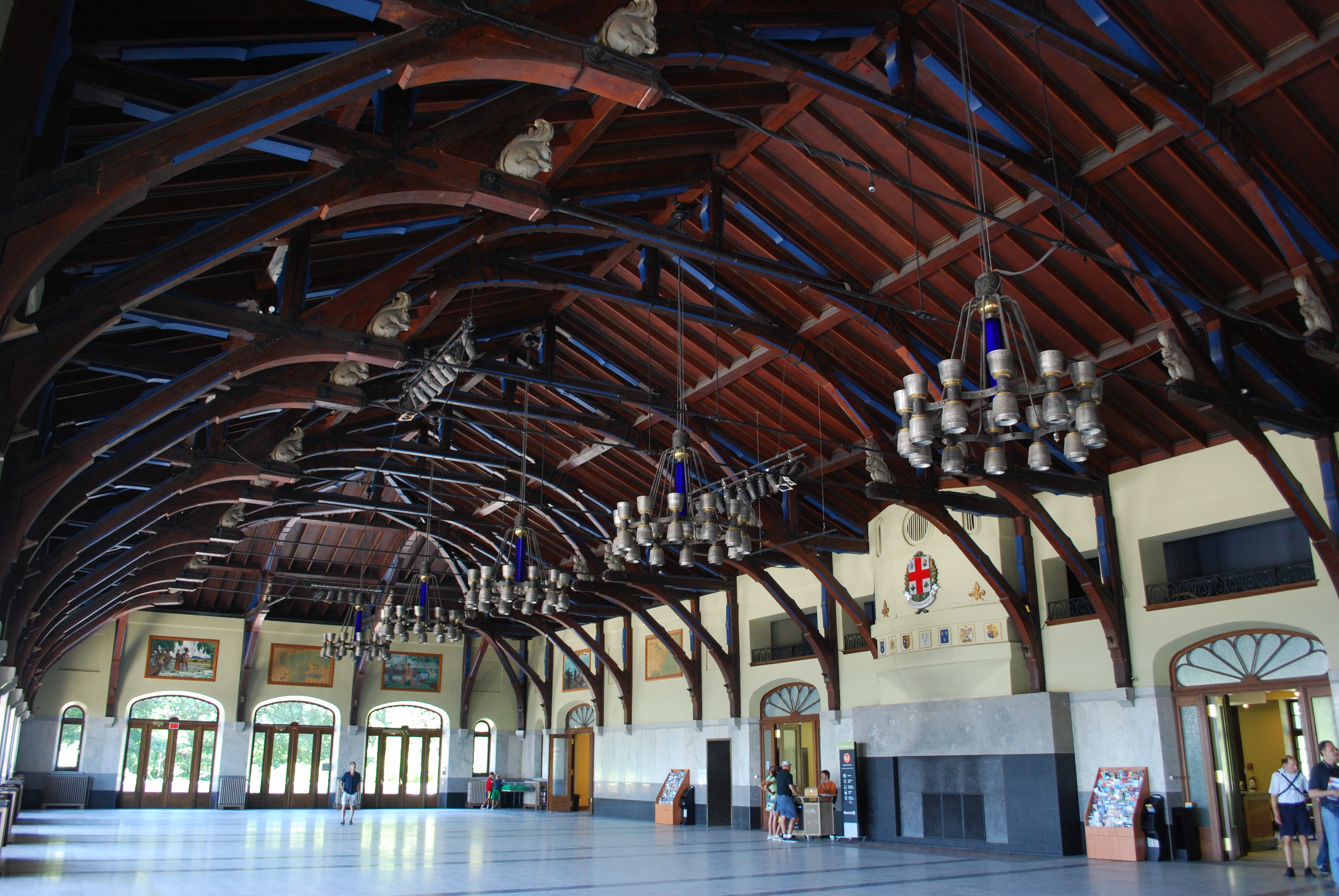
Vue de l'intérieur
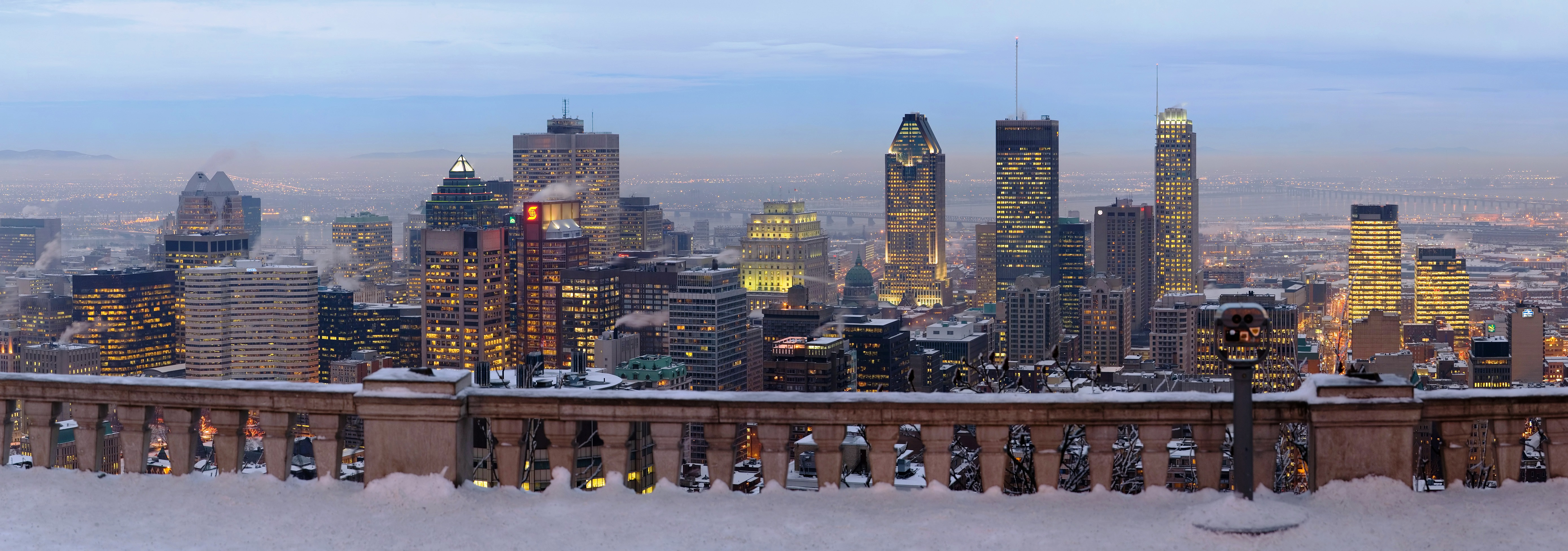
Vue du centre-ville de Montréal à partir du belvédère du chalet
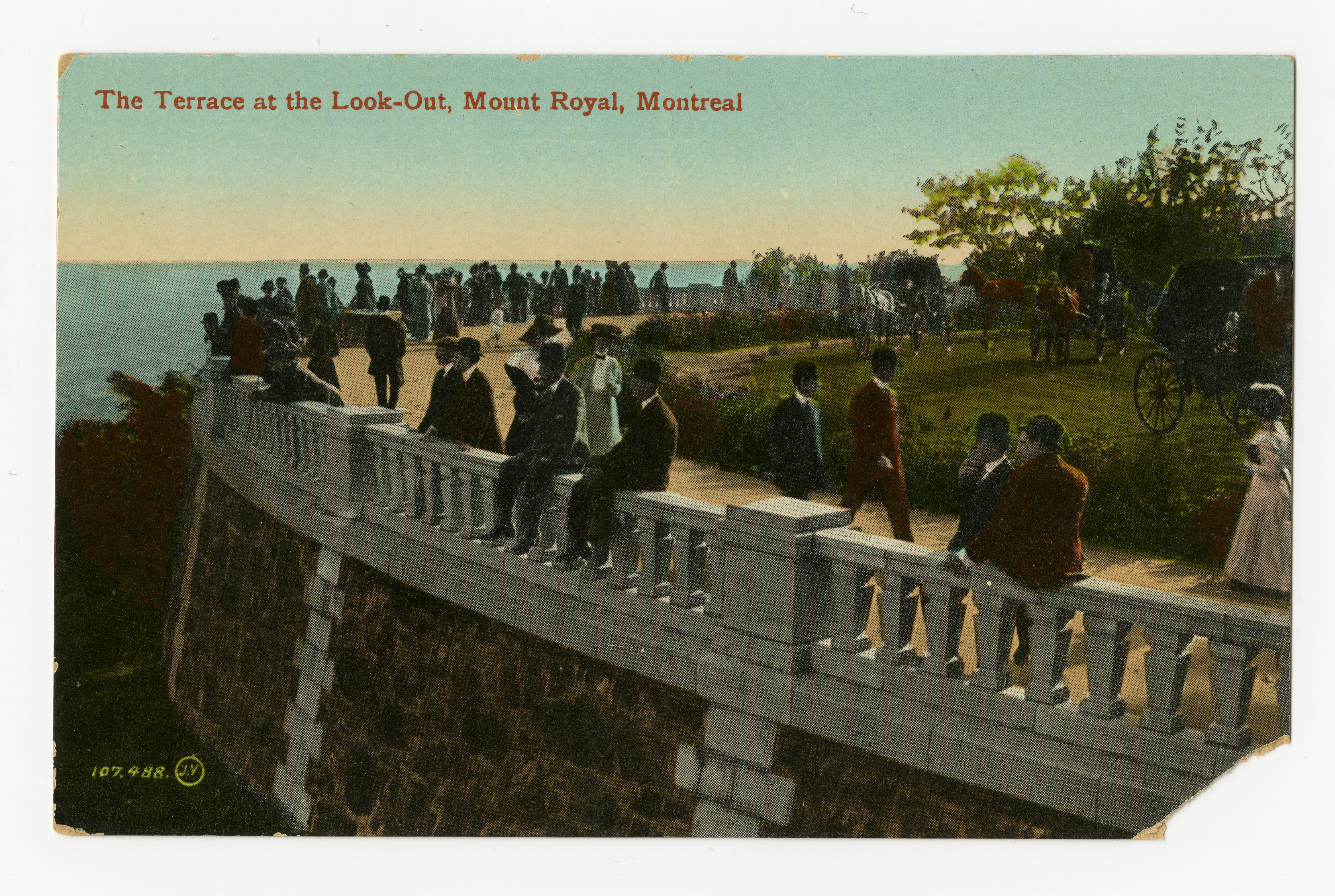
Belvédère entre 1907 et 1914, carte postale

## Source
- Site web de Tourisme Montréal
- Site web de la Ville de Montréal